# 福岡県を舞台とした作品一覧
福岡県を舞台とした作品一覧（ふくおかけんをぶたいとしたさくひんいちらん）では、福岡県内をモチーフあるいはロケーション地にした小説、アニメーション、テレビドラマ等を記述する。

## 小説
- 秋月記（葉室麟）
- 悪人（吉田修一）
- あやかしの鼓（夢野久作）-　福岡市
- 或る「小倉日記」伝（松本清張） - 北九州市
- 戦神（赤神諒）
- いなか、の、じけん（夢野久作）-　福岡市・大浜
- 犬神博士（夢野久作）-　福岡市・北九州市・直方市
- 梅津只圓翁伝（夢野久作）-　福岡市
- 押絵の奇蹟（夢野久作）-　福岡市
- 海と毒薬（「F市の大学病院」と直接表現を避けているが、九州大学生体解剖事件を題材としたフィクション）
- エスケイプ/アブセント（絲山秋子）
- ST警視庁科学特捜班 沖ノ島伝説殺人ファイル（今野敏）
- 大下弘　虹の生涯（辺見じゅん） - 福岡市
- 女坑主（夢野久作）-　直方市
- 骸骨の黒穂（夢野久作）-　直方市
- 火口のふたり（白石一文）
- 九州大宰府殺人事件（木谷恭介） - 太宰府市
- 狂歌師赤猪口兵衛（夢野久作）-　福岡市　大浜
- 京都・博多殺人事件　（山村美紗） - 福岡市
- キラプリおじさんと幼女先輩（岩沢藍）
- 斬られたさに（夢野久作）-　福岡市
- 嫌われ松子の一生（山田宗樹）
- 霧の旗（松本清張）
- 近世快人伝（夢野久作）-　福岡市
- 空を飛ぶパラソル（夢野久作） - 福岡市
- 愚者の毒（宇佐美まこと）
- 空を飛ぶパラソル（夢野久作）-　福岡市　箱崎
- 倉敷・博多殺人ライン（深谷忠記）
- 黒い仏（殊能将之）
- 黒田長政 （石川能弘）
- 横浜赤い靴殺人事件（石川真介） - 田主丸町
- 黒面の狐（三津田信三）
- 消された一家 北九州・連続殺人事件（豊田正義）
- 玄界灘殺人海流（梓林太郎）
- 小倉・関門海峡殺人事件（梓林太郎）
- 乞食の勤皇（杉山其日庵）-　那珂川市・太宰府市
- 個室寝台「あさかぜ」殺人事件（草川隆）
- 小早川隆景（童門冬二）
- コンビニ兄弟（町田そのこ）
- 佐々木小次郎（村上元三）
- 殺意のバカンス 幽霊坂に消えた（野村正樹）
- 志賀島（岡松和夫） - 福岡市
- 集金旅行（井伏鱒二） - 福岡市
- 少女地獄（夢野久作）-　福岡市
- 白くれない（夢野久作）-　福岡市
- 獅子たちの威光（赤瀬川隼）
- 蒸発ーある愛の終わり（夏樹静子）
- 白狐魔記 蒙古の波（斉藤洋）
- 信さん（辻内智貴）
- 水神（帚木蓬生）
- スランプ（夢野久作）-　福岡市
- 青春の門（五木寛之） - 田川市・飯塚市
- 蒼天見ゆ（葉室麟）
- 俗戦国策（杉山其日庵）-　福岡市・筑紫野市・筑前町
- 太宰府オルゴール堂（篠宮あすか） - 太宰府市
- 襷を君に（蓮見恭子）
- 立花三将伝（赤神諒）
- 立花宗重（童門冬二）
- 田中家三十二万石（岩井三四二）
- 父杉山茂丸を語る（夢野久作）-　福岡市・筑紫野市
- 宙に舞った「藤井ハリー」ダイエー藤井将雄物語 - 福岡市
- テッキ＆キュータ（北森鴻）
- でっち上げ「福岡殺人教師」事件の真相（福田ますみ）
- 天使が消えていく（夏樹静子）
- 天に星を地に花を（帚木蓬生）
- 点と線（松本清張）
  - 時間の習俗（松本清張）「点と線」の続編にあたる
- 東京タワー 〜オカンとボクと、時々、オトン〜（リリー・フランキー）
- 道然寺さんの双子探偵（岡崎琢磨）
- 逃亡くそたわけ（絲山秋子） - 福岡市
- 時宗（高橋克彦）
- ドグラ・マグラ（夢野久作） - 福岡市・直方市
- 十津川警部 二つの金印の謎（西村京太郎）
- 特急さくら殺人事件（西村京太郎）
- 特急「富士」に乗っていた女（西村京太郎）
- 西日本鉄道殺人事件（西村京太郎）
- ぬかるみの女（花登筺） - 福岡市
- ハードロマンチッカー（グ・スーヨン） - 北九州市
- 博多殺人事件（内田康夫）
- 博多豚骨ラーメンズ（木崎ちあき）
- 博多那珂川殺人事件（梓林太郎）
- 博多長崎殺人行（草野唯雄）
- 博多人形恋の殺人 単身赴任者の夜（中津文彦）
- 博多花火大会殺人事件（木谷恭介） - 福岡市
- 博多慕情殺人ルート（荻原秀夫）
- 花と竜（火野葦平） - 北九州市
- 鼻の表現（夢野久作）-　福岡市
- 半島を出よ（村上龍） - 福岡市
- 百魔（杉山其日庵）-　福岡市・筑紫野市
- 福岡県の秘密（斎藤栄）
- 不知火海（内田康夫） - 大牟田市
- 弁護士探偵物語シリーズ（法坂一広）
- 放課後スプリング・トレイン（吉野泉） - 福岡市
- まりしてん誾千代姫（山本兼一）
- 牟田刑事官シリーズ（石沢英太郎）
- 無法松の一生（岩下俊作） - 北九州市小倉北区
- 名君忠之（夢野久作）-　福岡市・芦屋町
- 名娼満月（夢野久作）-　福岡市
- 蒙古来る（海音寺潮五郎）
- 門司・下関逃亡海峡（西村京太郎）
- 百瀬、こっちを向いて。（中田永一）
- 野球部員、演劇の舞台に立つ!（竹島由美子） - 八女市
- 山羊髯編輯長（夢野久作）-　福岡市
- 夜光の階段（松本清張）
- ライオンズ、1958（平岡陽明）
- 陸軍（火野葦平） - 北九州市・福岡市
- リツ子その愛（檀一雄）
- 藁の楯（木内一裕）
- 若殿八方破れ 久留米の恋絣（鈴木英治）

### 文芸（古典・随筆・紀行）
- 刈萱
- 砧
- 黒田家譜
- 源氏物語
- 古事記
- 五足の靴
- 時刻表2万キロ
- 菅原伝授手習鑑
- 日本永代蔵
- 平家物語
- 万葉集
- 百合若大臣

## 映画
- 曖・昧・Me
- 悪人
- あしやからの飛行 - 芦屋基地
- いのちスケッチ - 大牟田市
- 犬鳴村
- ウイニング・パス - 北九州市
- ウォータームーン
- 海猿 UMIZARU
- 海と毒薬（原作小説同様"九州のF帝大"と直接表現を避けているが、題材は同じ）
- ウルトラマンコスモス2 THE BLUE PLANET
- 宇宙大怪獣ドゴラ - 北九州市
- オートレーサー森且行 約束のオーバル 劇場版 - 飯塚オートレース場
- おっぱいバレー - 北九州市
- 男はつらいよ（第1作）
  - 第28作 男はつらいよ 寅次郎紙風船
  - 第37作 男はつらいよ 幸福の青い鳥
- おとし穴
- 終わらない青 - 福岡市
- 風切羽〜かざきりば〜
- 神様のくれた赤ん坊
- ガメラ 大怪獣空中決戦
- 喜劇 泥棒大家族 天下を盗る
- 奇跡
- 九州マフィア外伝
- 嫌われ松子の一生
- 劇場版MAJOR メジャー 友情の一球
- 玄海つれづれ節
- 高校大パニック - 福岡市
- 極道戦争 武闘派 - 福岡市
- ゴジラvsキングギドラ
- ゴジラvsスペースゴジラ
- この天の虹 - 北九州市
- この胸いっぱいの愛を - 北九州市門司区
- サザエさんの婚約旅行 - 北九州市若松区
- ザ・サムライ - 福岡市
- サッド ヴァケイション - 北九州市
- The焼肉ムービー プルコギ - 北九州市
- ジェットF104脱出せよ - 芦屋基地
- 社長漫遊記 - 北九州市・福岡市
- 少年 - 北九州市
- 照和 My Little Town KAI BAND - 福岡市天神
- 白い熱球
- 信さん・炭坑町のセレナーデ
- 新仁義なき戦い 組長最後の日 - 北九州市
- 新仁義なき戦い 組長の首 - 北九州市
- 青春の門  - 田川市・飯塚市
- 続・社長太平記 - 福岡市
- 卒業写真 - 久留米市
- そらのおとしもの 時計じかけの哀女神
- 空の大怪獣ラドン - 福岡市
- ダイナマイトどんどん - 北九州市小倉
- チョコレート・ファイター
- ちんちろまい - 福岡市
- 釣りバカ日誌10 - 北九州市
- 鉄腕投手 稲尾物語 - 福岡市
- 点と線
- 東京タワー 〜オカンとボクと、時々、オトン〜
- ドットハック　セカイの向こうに - 柳川市
- トラック野郎・爆走一番星 - 福岡市
- 22才の別れ Lycoris 葉見ず花見ず物語 - 福岡市
- 日本沈没
- ハードロマンチッカー - 北九州市
- 博多っ子純情 - 福岡市博多区
- はなちゃんのみそ汁
- 花と龍シリーズ - 北九州市
- 日掛け金融地獄伝 こまねずみ常次朗
- 福岡（英語版） - 福岡市[1]
- Helpless
- 僕達急行 A列車で行こう
- 魔法少女を忘れない
- まんだら屋の良太 - 北九州市
- 巫女っちゃけん。 - 福津市
- 無法松の一生 - 北九州市小倉北区
- 野球部員、演劇の舞台に立つ! - 八女市
- 柳川（英語版） - 柳川市[2]
- 柳川堀割物語 - 柳川市
- 山口組外伝 九州進攻作戦
- EUREKA
- 夜明けの旗 松本治一郎伝 - 福岡市
- ラーメン侍 - 久留米市
- ラストソング - 福岡市
- 陸軍 - 北九州市・福岡市
- ROCKERS
- ロボジー
- 私の叔父さん
- 藁の楯
- 図書館戦争 (実写作品)　-　北九州市立中央図書館
- 図書館戦争 (実写作品)　-　北九州市立美術館
- 風が通り抜ける道・・すべての愛が存在する島、沖縄県後援 - 北九州市・福岡市・柳川市

## 漫画
- アーサーGARAGE（たーし） - 北九州市
- あぶさん（水島新司）
- 異世界おじさん-福岡市、春日市、大野城市
- 海猿（佐藤秀峰）
- エクセル・サーガ（六道神士）
- 美味しんぼ
- 神さまのつくりかた。（高田慎一郎）
- かみさま日和（森尾正博）
- 求道くん（水島新司） - 北九州市
- 巨乳ハンター（安永航一郎）
- クッキングパパ（うえやまとち） - 福岡市
- クロスオーバーレブ!（山口かつみ）
- 豪デレ美少女 凪原そら（水無月すう）
- サザエさん（長谷川町子） - 福岡市
- ザ・サムライ（春日光広） - 福岡市博多区
- サムライ刑事（春日光広）
- 社畜! 修羅コーサク（江戸パイン）
- スケッチブック（小箱とたん） - 福岡市
- そらのおとしもの（水無月すう）
- 高杉刑事キバリます!（春日光広）
- ドンケツ（たーし） - 北九州市小倉[3]
- 波打際のむろみさん（名島啓二）
- のだめカンタービレ（二ノ宮知子）
- バガタウェイ（古日向いろは）
- 博多女子は鬼神のごとく気が強か!?（山東ユカ）[4]
- 博多っ子純情（長谷川法世） - 福岡市博多区
- ばりすき
- バンビ〜ノ!（せきやてつじ）
- 日掛け金融地獄伝 こまねずみ常次朗（秋月戸市原作、吉本浩二作画、青木雄二原案）
- 日掛け金融伝 こまねずみ出世道（秋月戸市原作、吉本浩二作画、青木雄二原案）
- 夫婦以上、恋人未満。（金丸祐基）
- まんだら屋の良太（畑中純） - 北九州市小倉
- 我が名は海師
- 私の救世主さま（水無月すう）

## テレビアニメ
- 藍より青し
- AIR
- 異世界おじさん(現実世界では福岡市、春日市、大野城市が舞台。)
- エクセル・サーガ
- 美味しんぼ
- かくりよの宿飯
- 君の膵臓をたべたい　福岡を旅行するシーンがある。
- クッキングパパ
- 攻殻機動隊
- さくら荘のペットな彼女
- 新妹魔王の契約者（2期の1話で改修前の折尾駅が写っている）
- 神霊狩/GHOST HOUND
- スケッチブック ～full color's～
- センチメンタルジャーニー
- そらのおとしもの
- デート・ア・ライブ（8話にキャナルシティをモデルとしたショッピングモールの描写が見られる。）
- 夏目友人帳 肆（第11話から最終話、福岡市早良区次郎丸、同賀茂周辺が描写され、主人公の元々の出身地が福岡市であることが物語中の映像でわかる。）
- 波打際のむろみさん
- のんのんびより のんすとっぷ - 6話 福岡県朝倉郡東峰村宝珠山(岩屋キャンプ場)
- 博多豚骨ラーメンズ
- 博多明太!ぴりからこちゃん
- Buddy Daddies
- 火の雨がふる
- 武装錬金（舞台である銀成市は埼玉県だが、オバケ工場のモデルは福岡県志免町にある志免鉱業所竪坑櫓。）
- ブルバスター
- ゆゆ式

## ゲーム
- センチメンタルグラフティ
- 湾岸ミッドナイト MAXIMUM TUNEシリーズ（3DX+以降）
- AIR (ゲーム)
- 終わりなき夏 永遠なる音律
- 見上げた空におちていく
- 制服カノジョ
- 戦場デ少女ハ心ヲサガス
- 龍が如く5 夢、叶えし者

## テレビドラマ
- 愛するということ
- アテンションプリーズ 第1話 - フジテレビ系、北九州空港
- 或る「小倉日記」伝 - TBS系、1993年
- いちばん太鼓 - NHK朝の連続テレビ小説、1985年度下半期
- 1回表のウラ（2023年）
- 海猿 UMIZARU EVOLUTION 第1,6,7話
- おむすび - NHK朝の連続テレビ小説、2024年度下半期
- 軍師官兵衛（2014年）
- 最後の戦犯
- さすらい刑事旅情編V（21、23話、1993年）
- さらば天国に一番近い男（2000年）
- 3年B組金八先生（第2シリーズ、1980年）「心を病む子供達1」、「心を病む子供達2」
- 西部警察

「九州横断大捜査網!!－前編－」
「博多港決戦!!－後編－」 - 1981年
- 西部警察 PART-III

「吠えろ！桜島－鹿児島篇－」
「パニック・博多どんたく－福岡篇－」
「決戦! 燃えろ玄界灘－福岡篇－」
「最終回スペシャル　大門死す!男たちよ永遠に…」 - 1983年（最終回は1984年）
- CHANGE 第1話 - 2008年
- 点と線
- 「点と線」を追え! - NHK
- 東京タワー 〜オカンとボクと、時々、オトン〜
- 東芝日曜劇場（RKB毎日放送製作分の一部）
- 東條を倒せ　戦時下　幻の倒閣運動　～中野正剛と東方会～（NHK、1984年）
- 逃亡者 - フジテレビ系
- ドラマ新銀河「愛情旅行」（NHK、1997年）  - 志賀島
- ぬかるみの女　1980年　- 東海テレビ
- のだめカンタービレ - 大川市ロケ
- 走らんか! - NHK朝の連続テレビ小説、1995年度下半期
- 裸の大将放浪記シリーズ 北九州市編
- はみだし刑事情熱系 - 北九州市若松区ロケ、2000年
- バンビ〜ノ! 第1,4話
- 福岡恋愛白書（KBC、2006年 - ）
- ブルーもしくはブルー
- フルスイング - NHK、2008年
- 法医学教室の事件ファイル - テレビ朝日系、2007年
- 北条時宗（元寇襲来） - 2001年
- ホーム&アウェイ 第6,7話
- マー姉ちゃん（長谷川町子原作）
- わが家の歴史（三谷幸喜作・フジテレビ開局50周年特別企画） - 2010年
- NHK福岡放送局製作　福岡発地域ドラマ
  - うきは〜少年たちの夏〜 - 浮羽郡浮羽町（現うきは市）、2002年
  - 玄海～わたしの海へ～ - 宗像市（旧宗像郡玄海町、製作年に合併）、2003年
  - 我こそサムライ! - 北九州市若松区・戸畑区・福岡市西区能古島、2005年
  - いつか逢う街 - 飯塚市、2005年
  - 飛ばまし、今 - 柳川市、2006年
  - 博多 はたおと - 福岡市、2008年
  - 母さんへ - 八女郡黒木町（現八女市）、2009年
  - 見知らぬわが町 - 大牟田市、2010年
  - オヤジバトル! - 北九州市若松区、2011年
- めんたいぴりり - 2013年
- めんたいぴりり2 - 2015年
- あなたがここにいるだけで ―むなかた三姉妹物語―　「神宿る島」宗像・沖ノ島と関連遺産群 世界遺産登録記念ドラマ（RKB毎日放送、2017年10月4日）

## 舞台作品
- 愛染川
- 砧
- 老松

## 音楽
- あばれ太鼓（坂本冬美）
- いざゆけ若鷹軍団（福岡ソフトバンクホークス公式球団歌）
- いざゆけ若鷹軍団2007（FUKUOKA SoftBank HAWKS with AAAとAAA）
- 糸島Distance（アンジュルム）
- 京都から博多まで（藤圭子）
- 元寇（軍歌）
- さわって・変わって（スピッツ）
- 「SO.TA.I」（EAST END×YURI「DA.YO.NE」のご当地バージョン、SOUTH END×YUKA）
- ダイヤモンドの鷹（竜童組）
- 博多男節（石原詢子）
- 博多の女（北島三郎）
- 博多ブルース（西田佐知子）
- 博多みれん（野口五郎）
- バチャータ・エン・フクオカ（フアン・ルイス・ゲラ）
- 母に捧げるバラード（海援隊）
- FUKUOKA（ASKA、『Too many people』収録）[5]
- 故郷未だ忘れ難く（海援隊）
- 無法松の一生（村田英雄）

## ラジオドラマ
- インドへ行こう（NHK-FM FMシアター）
- おやつのいくさ（NHK　特集オーディオドラマ）
- くちずさんでシャンソン（NHK-FM、FMシアター）
- 福岡天神モノ語り（NHK-FM、FMシアター）
- 星のない夜に　（NHK-FM、FMシアター）

## ドキュメンタリー
- NHK短編映画 都市シリーズ 福岡